# Lissonota leurosa
Lissonota leurosa là một loài tò vò trong họ Ichneumonidae.